# Gli amanti della giungla
Gli amanti della giungla (The Jungle Lovers) è un cortometraggio muto del 1915 diretto da Lloyd B. Carleton.

## Produzione
Il film fu prodotto dalla Selig Polyscope Company.

## Distribuzione
Distribuito dalla General Film Company, il film - un cortometraggio in tre bobine - uscì nelle sale cinematografiche statunitensi il 16 settembre 1915.